# Fontaine-Notre-Dame Crest Cemetery
Fontaine-Notre-Dame Crest Cemetery est un cimetière militaire de la Première Guerre mondiale situé sur le territoire de la commune de Fontaine-Notre-Dame dans le département du Nord, en France.

## Historique
Occupé par les Allemands depuis le 28 septembre 1914, Fontaine-Notre-Dame est repris le 21 novembre 1917 par la 51e division (Highland), puis par la division des gardes le 27 novembre, mais reste entre les mains des Allemands jusqu'au 27 septembre 1918 où le village est définitivement libéré.

## Caractéristique
Ce cimetière de petite taille, en forme de « L », conçu par Wilfred Clement Von Berg, est situé à trois kilomètres de Fontaine-Notre-Dame sur la route menant à Raillencourt-Sainte-Olle. Il contient 88 corps de soldats de la Première Guerre mondiale. Tous, sauf trois, sont canadiens. Tous les soldats reposant dans ce lieu ont été victimes des combats du 27 septembre au 7 octobre 1918. Certaines tombes contiennent deux corps.
Dans la même commune, il existe trois tombes dans le cimetière communal.

## Galerie

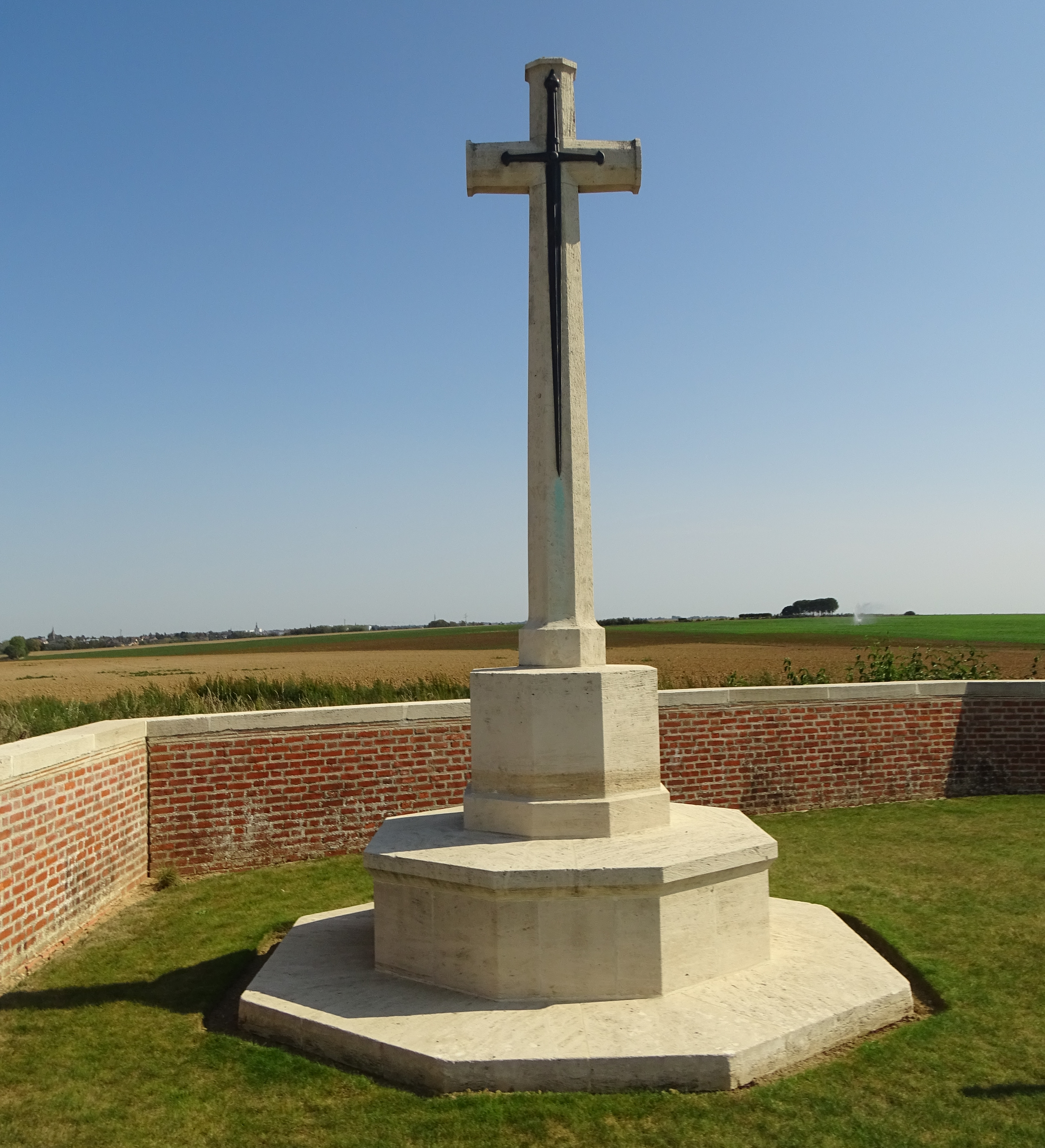
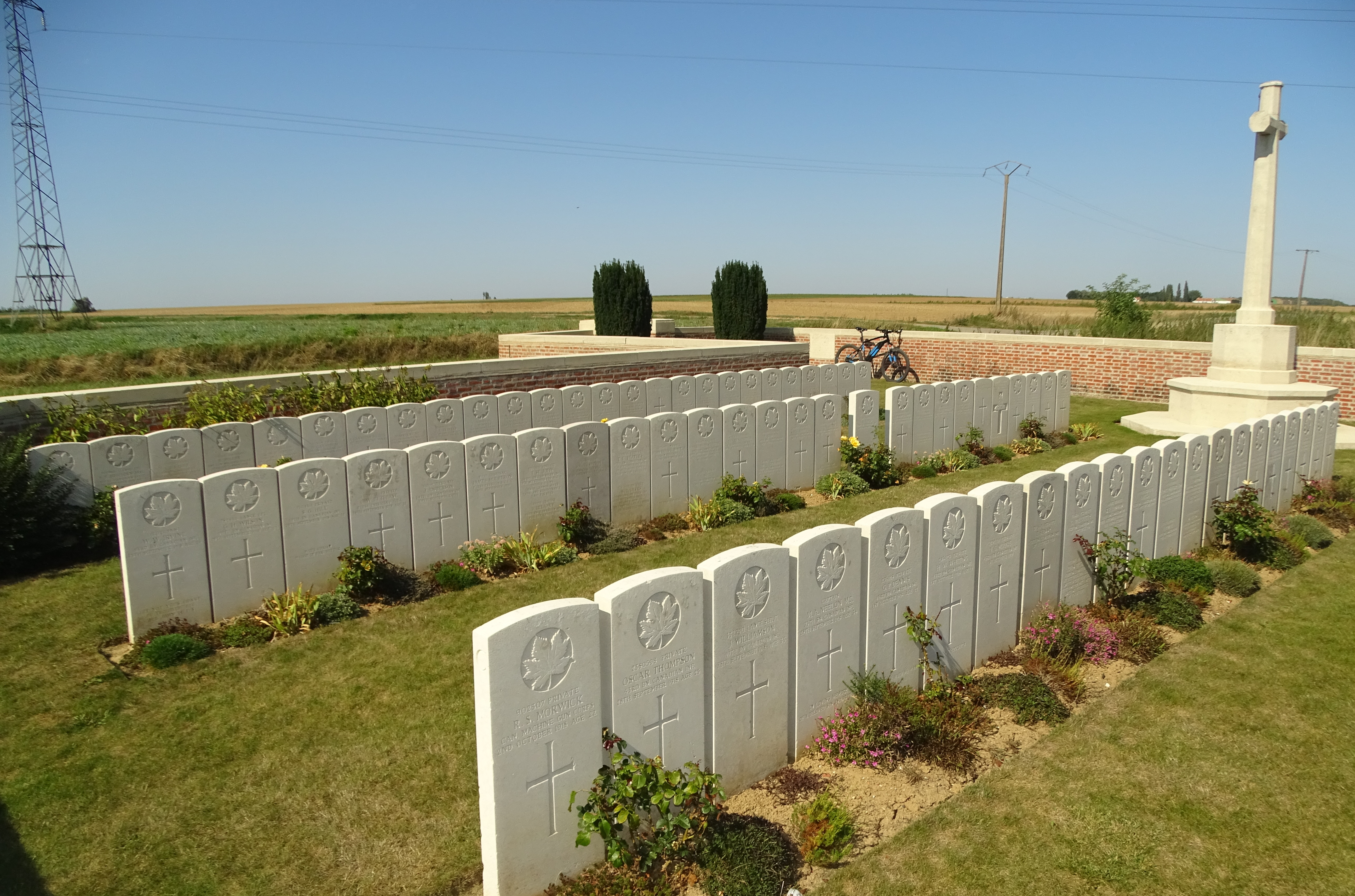
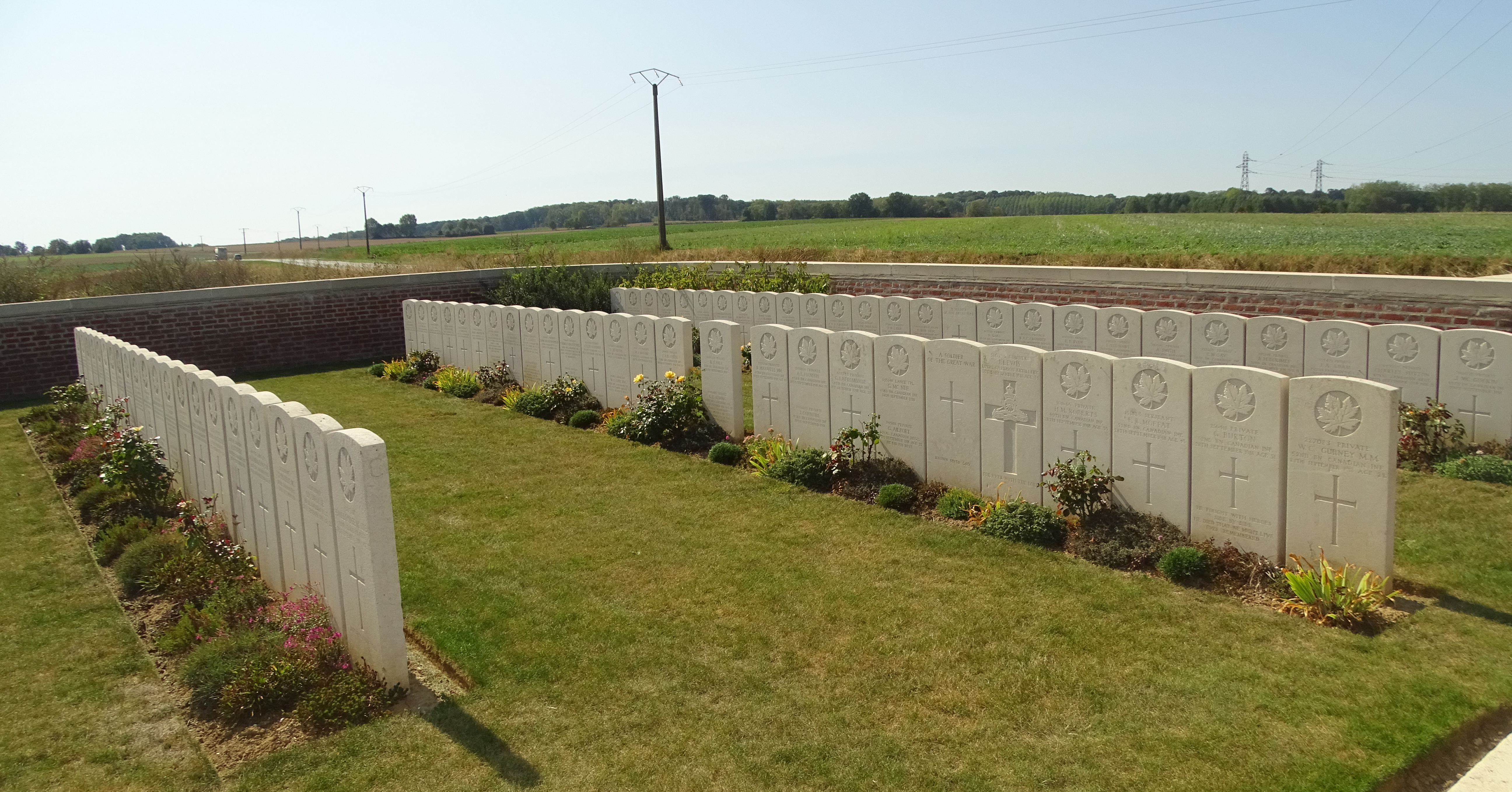

## Sépultures
| Pays        | Sépultures |
| ----------- | ---------- |
| Canada      | 85         |
| Royaume-Uni | 3          |
| Total       | 88         |